# Gare d'autocars de Sainte-Foy
Ne doit pas être confondu avec Gare de Sainte-Foy.
La gare d'autocars de Sainte-Foy est une gare routière située dans l'arrondissement Sainte-Foy–Sillery–Cap-Rouge, à Québec. Avec la gare du Palais, c'est l'un des deux terminus pour les autocars reliant la ville aux autres régions du Québec.

## Histoire
En 1972, la compagnie d'autocars Voyageur décide d'implanter un terminus à Sainte-Foy. Il est installé à même les locaux de Voyages Frontenac, au rez-de-chaussée du magasin Pollack situé au 2600, boulevard Laurier. Le terminus entre en opération le 16 octobre 1972. En février 1978, le terminus emménage dans l'aile ouest de Place Laurier.
Le bail avec le centre commercial vient à échéance le 31 août 1996. L'hôtel de ville de Sainte-Foy, tout récemment inauguré, est initialement envisagé pour accueillir une nouvelle gare. Finalement, la municipalité accorde le droit d'occuper le terrain au sud de son château d'eau, au coin de l'avenue Roland-Beaudin et de l'avenue de Rochebelle. Les opérations débutent sur le site dès le 1er septembre 1996 avec l'ouverture d'un bâtiment temporaire, construit en seulement six jours.
Les travaux de construction de la gare actuelle débutent le 26 mai 1998. Le terrain choisi sur le chemin des Quatre-Bourgeois, directement adossé au château d'eau, se situe un peu plus au nord que le site temporaire de 1996. Le bâtiment est construit au coût de 3,1 millions $. Les opérations débutent le 15 décembre 1998.

## Desserte

### Transporteurs interurbain
- Intercar
- Orléans Express
- La Québécoise

### Accès et correspondances
La gare d'autocars de Sainte-Foy est reliée à l'aéroport international Jean-Lesage de Québec ainsi qu'à la gare ferroviaire de Sainte-Foy via le parcours d'autobus 76 du Réseau de transport de la Capitale.
Les parcours Métrobus 800 et 801 s'arrêtent à la gare et donnent accès aux principaux points d'intérêt de la ville.
La station Roland-Beaudin, située au sud de la gare sur l'avenue du même nom, entrera en opération à proximité lors de l'ouverture du tramway de Québec à la fin des années 2020.

## Galerie

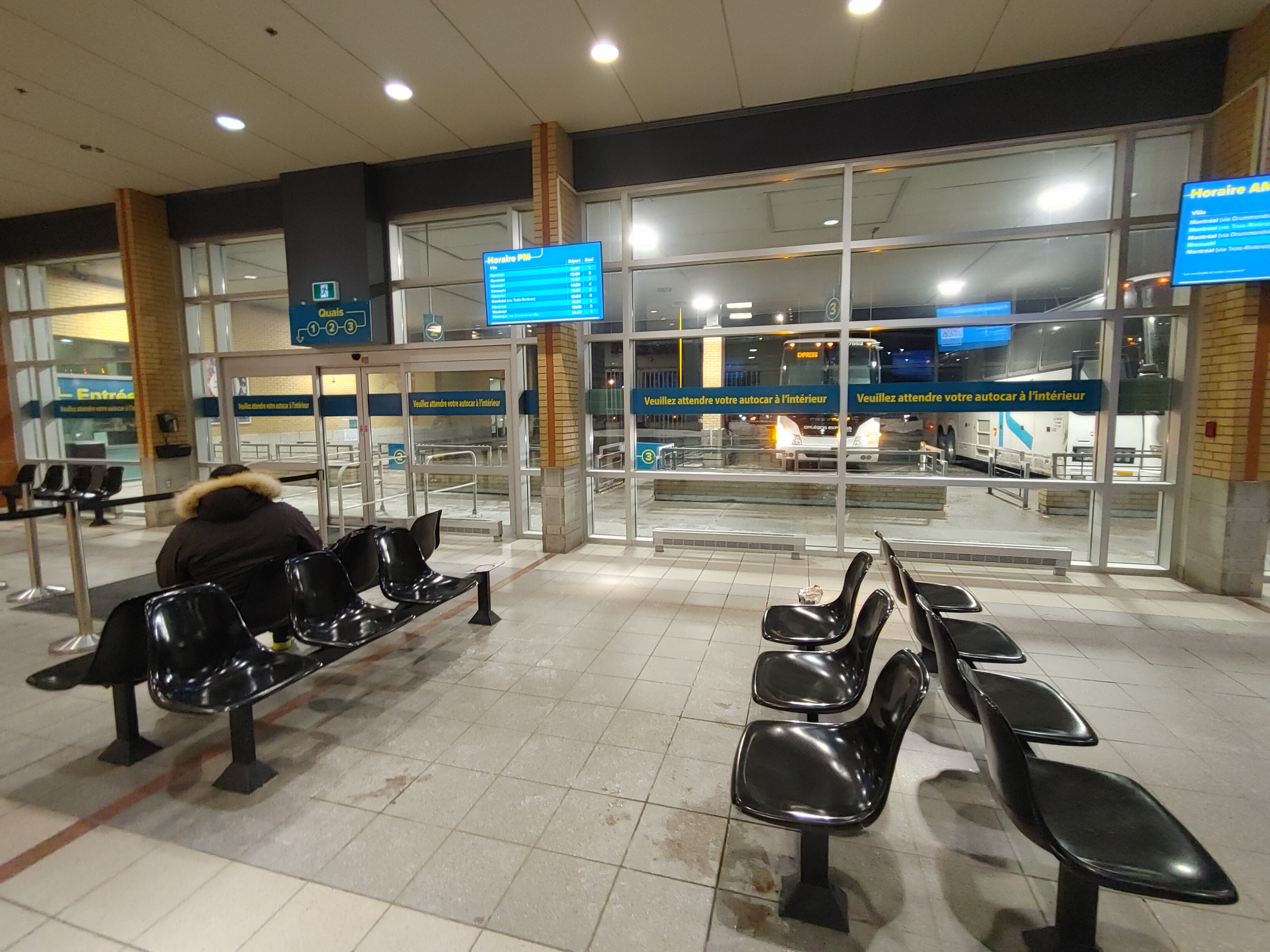
Aire d'attente
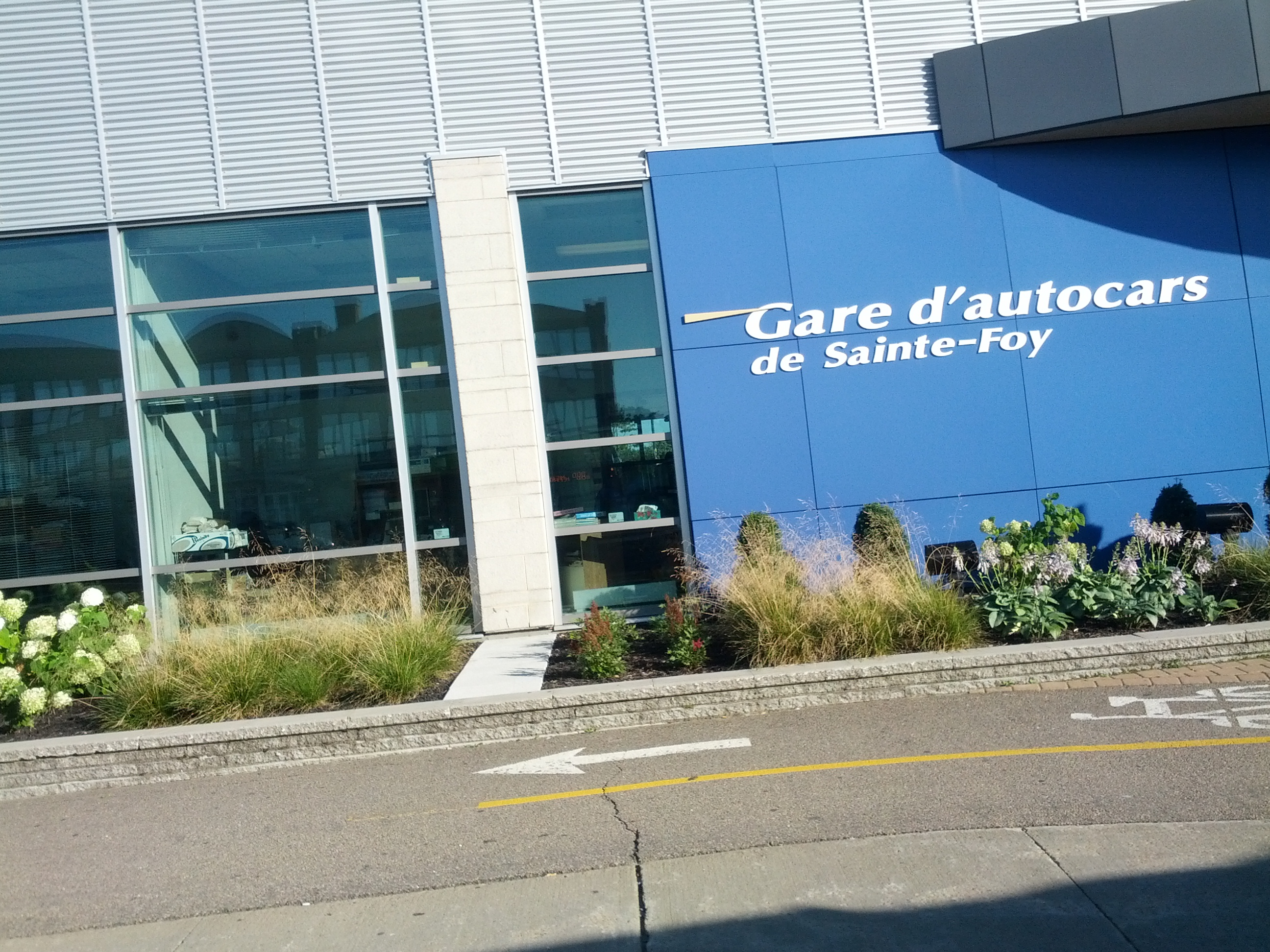
Façade extérieure
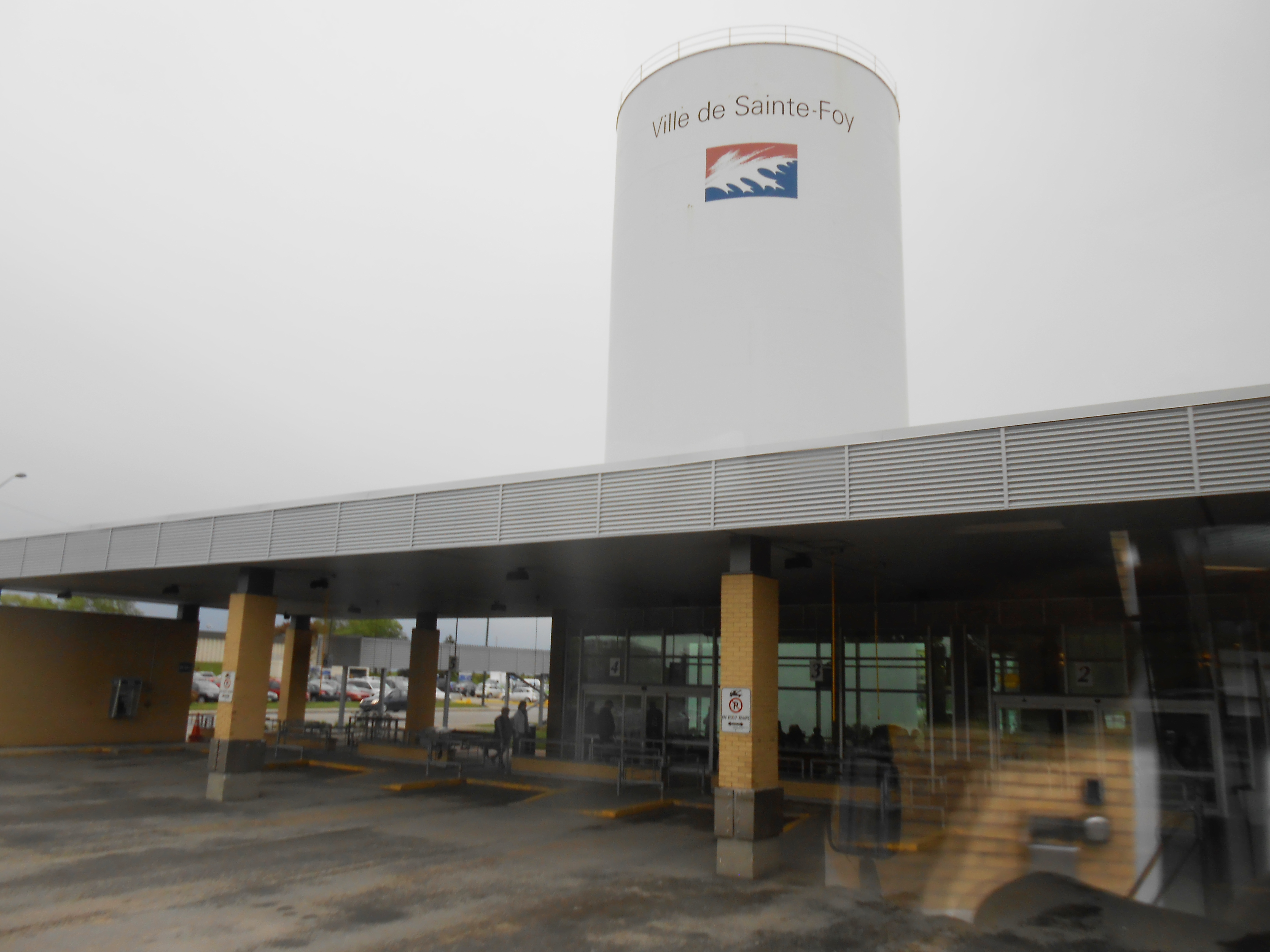
Quai d'embarquement